# 胡志明市人民之声
胡志明市人民之声是隶属于胡志明市人民委员会的一间广播电台。该台的任务是宣传胡志明市府的路线和政策，促进教育，提高人民的知识水平，为胡志明市及周边地区人民的精神生活服务。
目前，胡志明市人民之声提供广播和电子报。电台总部位于胡志明市第一郡多高坊阮亭昭街03号 。

## 历史
- 南越民族解放阵线于1960年成立，在越共中央政治局、越南劳动党南方局及越南国家广播电台（今越南之声）历时一年于1962年2月1日在D战区成立解放电台。解放电台第一次播音时“这里是解放电台，南越民族解放阵线之声”。
- 越南战争导致解放电台在部分省份和河内多次改址，该电台在北越驻扎时高度保密，别名有“1080总参部”、“C55”和“CP90”[2]。在14年零7个月间，该电台每日以越南语、法语、英语、汉语和高棉语5种语言对南越军队广播十小时，解放电台亦向境外传输广播节目[3] 。
- 430事件后，解放电台接管原属越南共和国政府的越南广播电台频率，并改呼“西贡解放电台”[4]。

越共四大后，从1976年9月1日起，西贡解放广播电台改呼“胡志明市人民之声”，至此胡志明市人民之声走向全面发展，成为全越南新闻及广播电台的一块招牌。
- 最初胡志明市人民之声只有一个610千赫频率，1990年代后期，亦开始在调幅820千赫和调频103兆赫播出节目。 1997年，胡志明市人民之声在调频99.9兆赫、朔庄地区调频103.2兆赫、岘港地区调频96.3兆赫（2018年移频至98.5兆赫）、平福和中南部调频87.7兆赫加开专门播出经济、娱乐资讯的频道（2019年11月1日起开始在东南部和中部高地地区播音）。2010年，胡志明市人民之声在95.6兆赫加开城市交通频道。2019年12月31日起开始在巴地头顿和中部地区使用95.6兆赫播音。 2019年12月1日起在调频87.7兆赫加开节目。
- 2009年以来，该台在朔庄省设立转播台，提高了广播质量，为湄公河三角洲的居民服务。目前，该广播电台有数百个节目，其中每天播出数十个节目，三套节目每日总播出时长达62小时。

该电台注册有www.voh.com.vn网站，用户可以在其中收听为海外越南人以及该国偏远省份提供服务的在线广播。除越南语节目外，胡志明市人民之声也加强对英语、法语和汉语等外语节目预算以满足听众需求。
该电台已启用数字、光纤信号传输等现代科技，并正在通过卫星广播技术扩大广播节目覆盖范围。
预计该台将另加开6套调频节目来为各个领域和受众服务。

## 调谐信号与开始语
胡志明市人民之声各频率开始播音时都会播放一段器乐曲作为调谐信号，其后，一名男子宣读该台名称及所在位置。电台调谐信号是音乐家黄霞的《Country full of joy》（2010年至今）。此前，胡志明市人民之声以陆友福的《前進西貢》为调谐信号。

1976年9月1日至1997年所使用的开始语 ：
|  | 这里是胡志明市人民之声，通过AM 365m（820 kHz）和FM 103.0 MHz广播。 |

1997年至2010年9月22日所使用的开始语 ：
|  | 这里是胡志明市人民之声，通过AM 491m（610 Khz）和 FM 99.9 Mhz广播。 |

2010年9月23日至今所使用的开始语：
|  | 这里是胡志明市人民之声，通过AM 610 Khz、FM 99.9 Mhz和FM 95.6 Mhz广播。 |

## 广播频道
- AM 610 Khz（新闻-政治-文化-综合频道） ：自1976年开播，每日播音20小时（04:00~24:00）。
- FM 99.9 Mhz（资讯-商业-娱乐频道） ：1997年开播，每日24小时播音。
- FM 95.6 Mhz（城市传输频道） ：2010年9月23日开播，每日播音18小时（05:00~23:00）。
- FM 87.7 Mhz（经济-资讯-商业-娱乐频道） ：2019年12月1日开播（后从Xone FM改为VOV FM 89），每日播音19小时（05:00~24:00）。